# Кадиров, Александр Романович
Александр Романович Кадиров (род. 24 января 1999, Чита) — российский регбист, играющий на позиции правого столба в команде «Химик».

## Биография
До 16 лет занимался волейболом, но из-за быстрого набора веса тренер посоветовал перейти в регби. На первой регбийной тренировке отбил копчик и руку, но игра ему понравилась. Первый тренер — Александр Сетов. Попав в юношескую сборную в ноябре 2018 года привлек внимание тренера молодёжной сборной Сиуа Таумололо и по совместительству «Красного Яра», куда вскоре и перешёл по приглашению главного тренера Игоря Николайчука. Первоначально выступал в дубле, где очень хорошо себя зарекомендовал и его стали подключать к тренировкам с основой. В конце сентября 2019 года в матче против «Металлурга» вышел в концовке матча на 5 минут, таким образом дебютировав в рамках чемпионата России. В сезоне 2020 года Александру отведена роль постоянного сменщика Кирилла Готовцева.